# 戸内順一
戸内 順一（とうち じゅんいち）は日本のテクニカルライター、作家、翻訳家。

## 来歴
山形県米沢市に生まれる。
現在は寅さんの故郷である葛飾区柴又に住む。
東京理科大学理工学部建築科に入学するが、建築にあまり興味が持てなかった
そのため、大学卒業後は電算機専門学校のプログラミング課程に入学した。
昼は専門学校、夜はアルバイトの苦しい生活をするが、優等賞と皆勤賞をもらって専門学校を卒業する。
卒業後はコンピュータソフトウェア会社に就職した。
29歳の時に退職し、東京理科大学大学院(経営工学専攻)に入学する。大学院では人工知能に興味を持ち、LISPを使って建築材料を選定するエキスパートシステムを開発する。
大学院修士課程を修了後は、有限会社ゆうあい社を設立し、著述、翻訳、講演などに従事する。
現在はフリーのライター。

## 執筆活動
主にIT関係の書籍の執筆活動を行う。著書の一覧は「著書」の項を参照。
翻訳書も３冊ある。翻訳書の一覧は「翻訳書」の項を参照。
近年は、電子書籍にも力を入れている

## ボランティア
2008年からボランティア活動をはじめたという。
マジックを中心に、南京玉すだれ、がまの油売り、紙芝居、バルーンアート、バナナのたたき売り、落語、様々なことをやっている
場所は、保育園、老人ホーム、児童館、図書館、幼稚園、各種イベントである
コロナ前は、年間120回ものボランティア活動をこなしていた
ボランティアだから大赤字だが、子供達の喜ぶ顔を見たいという

## 愛猫家
大の愛猫家である。幼少の時から猫を飼い、現在に至るまで飼い続けている。
2020年5月に18年間飼っていた猫を亡くし、大きな衝撃を受けたという。
それまで飼っていた猫が亡くなると、庭に埋めていたが、この猫は火葬し、近所のお寺の共同墓地に納骨したという。
その後ペットショップでアメリカンショートヘアを買い、新しいパートナーとなった

## 著書
はじめてのWindows11基本編（第4版）、秀和システム、2025年1月
はじめてのWindows11基本編（第3版）、秀和システム、2024年1月
はじめてのWindows11基本編（第2版）、秀和システム、2023年1月
はじめてのWindows11基本編、秀和システム、2022年1月
はじめてのWindows10基本編（Fall Creators Update対応）、秀和システム、2017年2月
はじめてのWindows10基本編（Anniversary Upadate対応）、秀和システム、2016年8月
はじめてのWindows10基本編、秀和システム、2015年8月
はじめてのWindows8.1基本編、秀和システム、2013年12月
はじめてのインターネット＆メール(Windows8.1対応)、秀和システム、2013年9月
はじめてのWindows8　基本編、秀和システム、2012年10月
はじめてのインターネット&メール　Windows7対応、秀和システム、2011年9月
はじめてのWindows7　チューンアップ編、秀和システム、2010年6月
はじめてのWindows7　基本編、秀和システム、2009年11月
はじめてのインターネット＆電子メール　総合編　WindowsVista対応、秀和システム、2008年4月
はじめてのウィルス＆セキュリティ、秀和システム、2002年8月
はじめてのWindowsVista　基本編、秀和システム、2007年1月
はじめてのWindowsXP応用編、秀和システム、
はじめてのWindowsXP SP2対応　基本編完全版、秀和システム、2009年5月
はじめてのWindowsXP基本編、秀和システム、2003年12月
はじめてのWindowsMe、秀和システム、2000年10月
はじめてのWindows98SE、秀和システム、2000年2月
はじめてのiモード、秀和システム、2000年6月
５５才から楽しむパソコンとインターネット（WindowsXP編）、秀和システム、2002年5月
５５才から楽しむパソコンとインターネット、秀和システム、2001年7月

はじめるインターネット―インターネットエクスプローラ5&アウトルックエクスプレス5 、翔永社、1999年6月
はじめるインターネット―Internet Explorer5.5&Outlook Express5.5編、翔永社、2000年11月
はじめるインターネットエクスプローラ4.、翔永社、1997年12月

Word97の基本50、オーム社、1997年7月
あっWindows95、オーム社、
速習一太郎7、オーム社、1997年1月
スーパービギナーズシリーズ　一太郎6 for Windows入門、オーム社、1995年5月
スーパービギナーズシリーズ　一太郎5 for Windows入門、オーム社、1994年4月
スーパービギナーズシリーズ　一太郎5入門、オーム社、
スーパービギナーズシリーズ　アプローチR3J入門、オーム社、1994年11月
ハードディスク入門、オーム社、

もっと知りたいインターネット、エーアイ出版、1997年8月
入門PC-VAN、エーアイ出版、1989年5月
PC-VANアクセスガイド、エーアイ出版、1988年7月

一太郎オフィース8リファレンスブック、アスキー出版、1998年7月
最新Wordでホームページ、アスキー出版、1996年12月
Wordでホームページ、アスキー出版、
やさしいMicrosoft　Plus!、アスキー出版、 	1996年4月
入門DISK BASIC、アスキー出版、1984年1月
応用DISK BASIC、アスキー出版、1984年1月
X07プログラムアラカルト、アスキー出版、

Windows95　通信ネットワーク、新紀元社、1996年11月

Q&A形式　Windows95入門(ブルーバックス）、講談社、1996年6月

新図解人工知能入門、日本理工出版会、2010年2月
はじめてのホームページ、日本理工出版会、2001年6月
はじめてのPerl入門、日本理工出版会、2001年5月
図解エキスパートシステム入門(新版)、日本理工出版会、1997年12月
パソコンキーワード辞典、日本理工出版会、1997年3月
図解人工知能入門(新版)、日本理工出版会、1997年12月
はじめてのBASIC、日本理工出版会、1995年12月

極めるWord98、スパイク、1998年4月
パワーユーザになりたい人のPageMaker6.5j(共著)、スパイク、1997年11月

Windows３．１マスターマニュアル、ＨＢＪ出版局、1994年4月
PDSでソフトウェアグルメになる本、ＨＢＪ出版局、1989年3月
マスタリングMicrosoft Works v2.1、ＨＢＪ出版局、1990年11月

DOS6/Vが分かる本、明日香出版、1995年2月

Windows3.1クイックリファレンス、啓学出版、1994年5月
Windows3.0ガイドブック、啓学出版、1991年10月
Windows3.0クイックリファレンス、啓学出版、1992年3月
MS-DOSキーワード辞典、啓学出版、1993年05月　
図解人工知能入門、啓学出版、 1991年1月
図解エキスパートシステム入門、啓学出版、
はじめてのBASIC（PC8801）、啓学出版、1987年7月
はじめてのBASIC（PC9800シリーズ）、啓学出版、1985年7月
はじめてのBASIC(MS-DOS版）、啓学出版、1990年10月
はじめてのQuickBASIC、啓学出版、1990年7月
はじめてのMS-DOS3.3、啓学出版、
はじめてのMS-DOS5.0、啓学出版、1992年7月
もしもし「かたろう」、啓学出版、

逆引き「一太郎ver3」、マグロウヒル出版、1987年10月
逆引き「一太郎ver4」、マグロウヒル出版、1989年8月
逆引き「一太郎dash」、マグロウヒル出版、1990年10月
逆引き「花子」、マグロウヒル出版、1987年11月
逆引き「花子ver2.0」、マグロウヒル出版、1990年
逆引き「MS-DOS」、マグロウヒル出版、1988年3月
逆引き「MS-DOS3.3」、マグロウヒル出版、1989年1月
逆引き「MS-DOS5.0」、マグロウヒル出版、1992年3月
逆引き「忍者2」、マグロウヒル出版、
逆引き「忍者3Pro」、マグロウヒル出版、
逆引き「忍者4」、マグロウヒル出版、1992年06月
逆引き「TheCARD3」、マグロウヒル出版、1989年05月
逆引き「マルチプランver3.1」、マグロウヒル出版、1988年04月
逆引き「duet」、マグロウヒル出版、1988年12月
逆引き「MIFESver4」、マグロウヒル出版、1989年3月
逆引き「新松」、マグロウヒル出版、1988年6月
逆引き「P1EXE」、マグロウヒル出版、1989年10月
逆引き「まいとーくver2」、マグロウヒル出版、1991年11月
ハードディスク逆引き事典、マグロウヒル出版、1988年11月
逆引き「桐ver3.0」、マグロウヒル出版、1991年3月
逆引き「桐ver4.0入門編」、マグロウヒル出版、1993年04月
逆引き「桐ver4.0応用編」、マグロウヒル出版、1993年05月
逆引き「PC-98」、マグロウヒル出版、1989年12月
逆引き「QuickBASIC ver4.5　基礎編」、マグロウヒル出版、1990年8月
逆引き「QuickBASIC ver4.5　応用編」、マグロウヒル出版、1990年10月
逆引き「QuickC基礎編」、マグロウヒル出版、1990年12月
逆引き「QuickC応用編」、マグロウヒル出版、1990年12月

BASICコンパイラハンドブック、ナツメ社、July 1, 1987
N88-日本語BASICハンディマニュアル、ナツメ社、	1990年11月
WORDSTAR VER6.0ハンディマニュアル、ナツメ社、1991年10月
これならものになるアシストコール、ナツメ社、　July 1, 1990
いざ！というときの事典、ナツメ社、1987/08/01
スィング操作マニュアル、ナツメ社、
PC-8801mk2/SR/TR/FR漢字BASIC入門、ナツメ社、1986年02月
すぐに使えるまいとーく、ナツメ社、1988年7月
これなら使えるまいとーく、ナツメ社、
パソコン通信まるごとガイド、ナツメ社、1988年5月
RAMディスク活用法、ナツメ社、1988年5月
これならものになるEMS、ナツメ社、1990年5月
７日でマスターCARD3+、ナツメ社、1991年7月
困った時に開く本(PC-9801.E.F.M)、技術評論社、1985年6月
リレーショナルデータベースへの招待、技術評論社、1985年4月
ハードディスク活用入門、技術評論社、1985年5月
らくらくワープロ操作法「一太郎」編、技術評論社、1985年11月
らくらくワープロ操作法「ユーカラＫ２」編、技術評論社、1986年4月
らくらくワープロ操作法「松８５」編、技術評論社、1985年12月
らくらくワープロ操作法「松８６」編、技術評論社、1986年10月
MSXジュニアのためのBASICゼミナール（１）、技術評論社、1984年5月
走れMSX（２）、技術評論社、　
欲張り活用百科(PC-8801mk2･SR)、技術評論社、1986年4月

パソコンによるシステム設計、誠文堂新光社、1985年4月
ＭＳ－ＤＯＳ便利帖  、誠文堂新光社、1985年10月
一太郎ユーティリティ、誠文堂新光社、1988年1月 

これなら分かるマシン語、日本実業出版社、1986年8月

APPLE DOS入門、 電波新聞社、1983年12月

PC-5000入門、工学社、1984年11月

コンピュータ用語徹底解説インタープレス、インタープレス、1987年10月

ホームページ作成のこつ、ハイテクライト、1998年10月
CONFIG.SYS設定法　PC-98編　、ハイテクライト、1995年5月
CONFIG.SYS設定法　PC-DOS6/V編、ハイテクライト、1995年6月　
CONFIG.SYS設定法　MS-DOS6/V編、ハイテクライト、1995年6月　
CONFIG.SYS設定法　QEMM7.5J編、ハイテクライト、1995年8月 　
DOS6/V環境設定、ハイテクライト、1994年8月　
MEMORY　SERVERとCONFIG.SYS　、ハイテクライト、1994年5月
MELWAREとCONFIG.SYS、ハイテクライト、　1994/年6月
事例で分かるCONFIG.SYS、ハイテクライト、1993年11月　
CONFIG.SYSと拡張メモリ、ハイテクライト、1993年9月　
CONFIG.SYSとデバイスドライバ、ハイテクライト、1992年9月　
マニュアルの書かれてないMS-DOS、ハイテクライト、　1993年1月
MS-DOS 3.3 VS 5.0、ハイテクライト、1992年11月　
ファイル変換法、ハイテクライト、1993年6月　
JG3.0ガイドブック、ハイテクライト、1993年2月　
はじめてのＣプログラミング、ハイテクライト、1999年5月
入門Perl&CGI、ハイテクライト、2003年3月  

## 電子出版
＜ペンネームで書いた本も含む＞
これなら分かるKindle出版、マイハート社、2020年8月
文例で分かるコンピュータ英語、マイハート社 2019年5月
入門テクニカルライティング、マイハート社、2018年10月
ペイント3Dを使った画像の切り取りと合成、マイハート社、2018年9月
ディープラーニング入門  マイハート社、2018年7月
HTML5&CSS入門1～7、マイハート社、2016年2月
これなら分かるC言語1～9、マイハート社、2015年1月
CGI入門1～3、マイハート社、2014年12月
Perl入門1～10、マイハート社、2014年11月
HTML入門1～9、マイハート社、2014年9月

## 翻訳書
Ｃライブラリー、マグロウヒル、1986年7月
構造化フローチャートによるプログラミング、啓学出版、1985年4月
エキスパートシステムとは何か、啓学出版、1987年8月